# Хомоним
Хомоними (грч. ὁμώνυμος - који имају исто име) су речи које се исто пишу и изговарају, а имају различито значење.
Примери: 
горе - прилог,
горе - глагол горети у 3. лицу множине презента, 
лук - поврће,
лук - полукруг, 
град - временска непогода,
град - насељено место, 
скуп - математички појам елемената,
скуп - придев (супротно од јефтин), 
седам - број у математици,
седам - глагол седати у 1. лицу једнине, 
када - прилог за време,
када - посуда за купање, именица, 
кос - придев у значењу нагнут,
кос - врста птице, именица, 
четвртак - ђак четвртог разреда,
четвртак - четврти по реду дан у недељи, 
петак - ђак петог разреда,
петак - пети дан по реду у недељи, 
радио - врста музичког уређаја,
радио - радни глаголски придев глагола радити, 
пролеће - прво по реду годишње доба,
пролеће - глагол пролетати у 3. лицу једнине, 
машина - предмет који пере веш или судове, именица,
Машина - присвојни придев направљен од Маша, 
сто - број у математици,
сто - део намештаја, 
право - студијски програм, 
право - у смислу: имати право, бити у праву, 
право - синоним за равно (ићи право), 
право - синоним за стварно (право име, право стање), 
крај - предлог у значењу поред,
крај - део града, завршетак, именица,
лане - младунче кошуте и јелена или срне и срндаћа,
лане - прилог у значењу прошле године, 
Медаковић - презиме,
Медаковић - насеље у Београду, 
вучић - мали вук,
Вучић - презиме, 
калуђерица - именица у значењу монахиња,
Калуђерица - насеље у Гроцкој, 
половина - разломак,
Половина - презиме, 
језик - говорни орган,
језик - систем гласова, 
Божић - презиме,
Божић - празник, 
купити - прикупљати,
купити - куповати, 
сала - множина од сало,
сала - дворана, 
дуга - природна појава после кише,
дуга - придев дуг у женском роду, 
села - радни глаголски придев глагола сести у женском роду,
села - множина од село, 
зора - свитање,
Зора - женско име;
драгана - придев у значењу драга,
Драгана - женско име;

## Корен (етимологија)
Корен речи је кованица старогрчких речи (грч. ὁμός - заједнички, исти) и (грч. ὄνομα - име, назив).